# Puerto Viejo de Barcelona

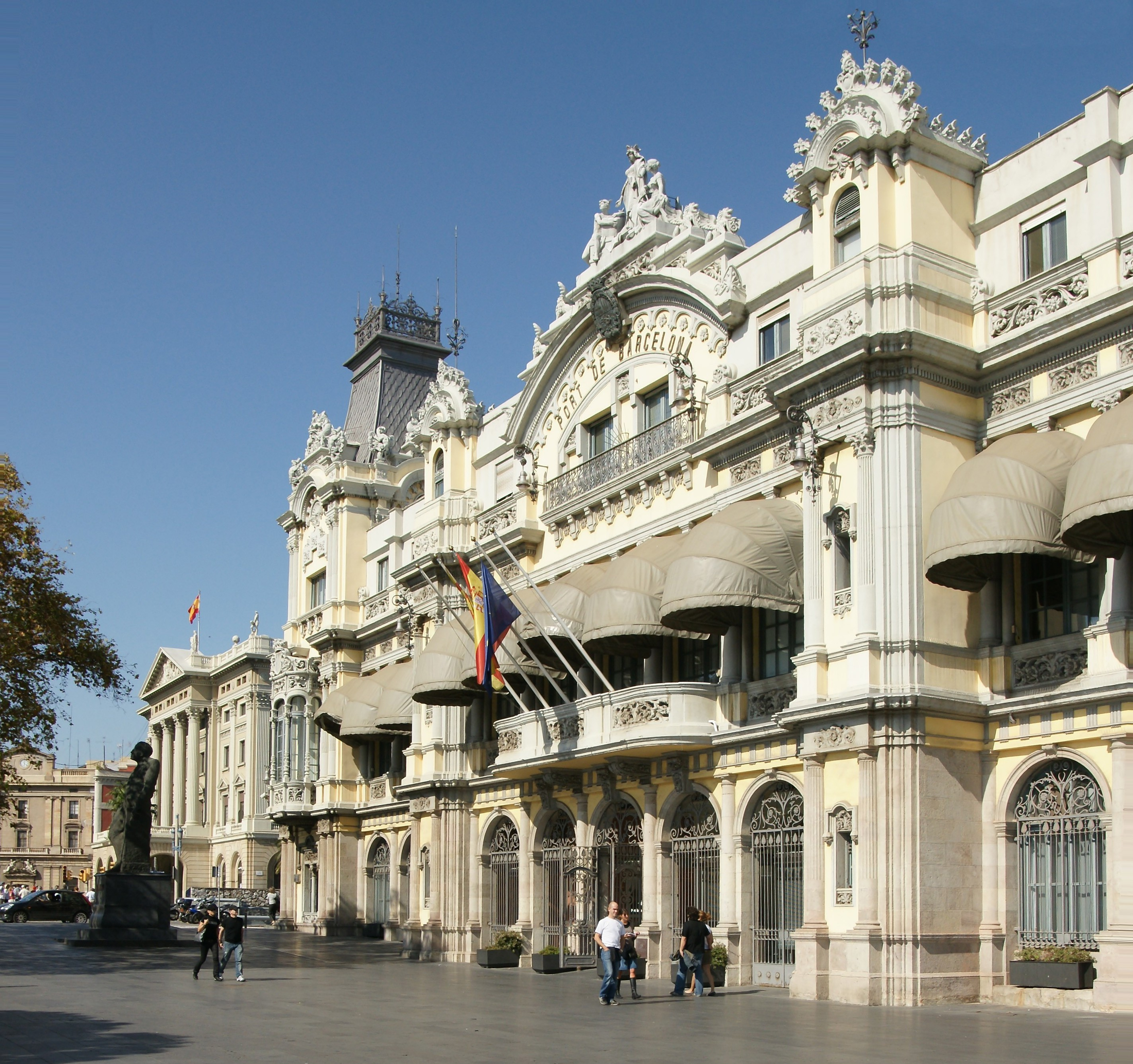
Edificaciones de la capitanía al Puerto Viejo.

El Puerto Viejo (en catalán, Port Vell) es la parte más antigua del Puerto de Barcelona, en la ciudad de Barcelona, España. Es donde nació el puerto artificial de Barcelona, con más de 500 años de tradición (inicio de su construcción, 1477). Lo separa del mar una escollera, hasta hace poco uno de los lugares predilectos de ocio popular de la ciudad.
Actualmente las instalaciones del Puerto Viejo están destinadas a embarcaciones deportivas como el muelle del depósito y el muelle de La Barceloneta. También en la parte central se puede encontrar una zona dedicada al uso comercial, conocido como Maremagnum. Hay una parte del puerto también reservada a los cruceros.

## Orígenes del puerto
Alrededor del siglo IV a. C., Barcelona fue ocupada por los layetanos, una tribu de iberos que habitaban la costa entre los ríos Llobregat y Tordera. Barkeno, en Montjuic, fue su principal asentamiento. Esta gente comerciaba con la colonia griega de Ampurias, cultivaron grandes superficies de cereales para este fin.
En el siglo I, los romanos fundaron la colonia de Barcino, en el monte Táber. La primera actividad portuaria en el lado norte de Montjuïc (mont Jovis, 'monte de Júpiter').
La ciudad y sus actividades marítimas comenzaron a florecer realmente y ampliar cuando se construyeron sus murallas después de la invasión de los bárbaros en 263.

## Cómo llegar
La parte más antigua del puerto está abierta al corazón de Barcelona, por lo que el acceso es muy fácil con transporte público. La línea 3 del metro de Barcelona, en la parada «Drassanes», accede directamente a la zona de terminales de los ferris, y las líneas de autobús 59, 14, 91, 57, 157 también permiten acceder al puerto. La Rambla en su extremo hacia el mar comunica con el puerto de la ciudad en el Portal de la Pau, lugar en el que se encuentra el Monumento a Colón. Dispone además de servicio lanzadera de bus para cruceros, y un acceso directo a la ronda litoral (B-10) para el acceso en coche.
Una forma atractiva de contemplar el puerto en su conjunto y desde las alturas es el Transbordador aéreo de Barcelona, que lo atraviesa por los aires desde la Torre San Sebastián en La Barceloneta, pasando por la Torre Jaime I junto al World Trade Center, comunicando el puerto con la montaña de Montjuic.